# Дулькевич, Нина Викторовна
Ни́на Ви́кторовна Дульке́вич (в девичестве Бабу́рина; 1891, Петербург — 1934, Ленинград) — российская и советская эстрадная певица (меццо-сопрано), исполнительница романсов, цыганских и русских народных песен.

## Биография
Родилась в 1891 году в рабочей семье на окраине Петербурга. О детстве будущей певицы нет никаких сведений.
Из-за бедности начала рано трудиться. В пятнадцать лет, чтобы принести в семью дополнительный доход, нанялась горничной к руководителю известного в то время цыганского хора Николаю Дулькевичу, который к тому же был очень хорошим наставником и педагогом.
Однажды он случайно услышал как, подавая обед, Нина что-то напевала про себя. Сильный, звонкий, заливистый голос горничной понравился Дулькевичу, и он, недолго думая, предложил ей стать солисткой своего коллектива. Первые выступления начинающей певицы состоялись в кафе-шантане. Спустя два года Дулькевич сделал ей предложение.
В коллективе своего супруга Нина пробыла недолго, перейдя в цыганский хор А. В. Шишкина, который вскоре тоже оставила, начав выступать уже с сольными программами. Первые сообщения о концертной деятельности певицы относятся к 1906—1907 годам.
С 18 лет начала гастролировать по России. Первые сообщения о концертной деятельности Дулькевич относятся к 1906 году. Как «русско-цыганская певица» в сопровождении двух гитар в 1907 выступала в программе одного из увеселительных петербургских садов «Аквариум». В том же 1907 году участвовала в концерте по случаю гвардейского праздника в Царском Селе. В первых рецензиях отмечалась скромность её вокальных и актёрских данных. Но Дулькевич уверенно расширила репертуар, много работала и, начиная с 1910 года, перешла к сольным программам.
С 1911 года начались регулярные концерты Дулькевич в Москве и Петербурге, она исполняла старинные цыганские романсы. Концерты ежегодно проходят в Больших залах Благородного собрания обеих столиц при большом стечении публики. Среди её почитателей Александр Куприн, Леонид Андреев.
Чистота фразировки, темперамент в соединении с искренностью, задушевностью, выразительное пиано отличают её исполнение песен (в том числе из «Живого трупа»: «В час роковой», «Невечерняя», «Шел мэ вэрсте»), старинных романсов, русских песен. Её грудной, низкий голос передавал «поэзию дикой воли, тёмной ночи у пылающего костра, лихую удаль и тихую грусть» (Рампа и жизнь. 1912. № 47). Таборные песни пела с хором цыган: Николая Шишкина в Петербурге, со Стрельненским хором Ивана Лебедева в Москве.
Записала на диски фирмы Пате, кроме таборных песен и романсов («Нет, не любил он», «Ну же, ямщик», «Уголок», «Я не хочу, чтоб свет узнал» и др.), также русские народные песни («Вечор поздно из лесочка», «Ах, кумушка» и др.). Первая записала на грампластинку цыганскую плясовую песню «Валенки», которая получила известность в 1940-е годы в исполнении Лидии Руслановой.

В первом же спетом старинном романсе «Дремлют плакучие ивы» певица развернула всю прелесть богато одарённой натуры. <…> Пела она на «бис» бесконечно много современных романсов и русских песенок и, наконец, <…> вдруг по какой-то случайности или по капризу, запела настоящую цыганскую таборную песню. Я никогда не забуду этого внезапного, сильного, страстного впечатления. Точно в комнате, где пахло модными духами, вдруг повеял сильный аромат какого-то дикого цветка, повилики, полыни или шиповника. <…> Я слышал, как притихли понемногу очарованные зрители, и долго ни одного звука, ни одного шороха не раздавалось в огромном зале, кроме этого милого, нежного, тоскующего и пламенного мотива, лившегося, как светлое красное вино. Из тысячи присутствующих вряд ли один понимал слова песни, но каждый пел душею ея первобытную звериную инстинктивную прелесть.
…И жаль — ах, как жаль! — что она, русская по происхождению и крови, но цыганка душей, единственная и, кажется, последняя представительница цыганской старой, полевой, таборной песни, осуждена петь разные мучнистые «Хризантемы» и «Уголки».

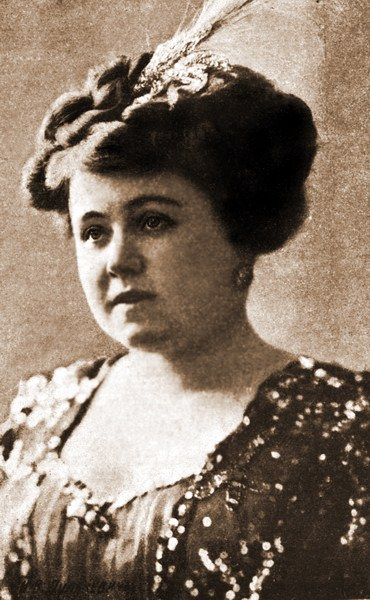
Нина Дулькевич (1914 год)

Кроме непосредственного исполнения, Нина Дулькевич сочинила слова для нескольких романсов, наиболее известный из которых — «Как хороши те очи», написанный на музыку Петра Фабинова. Как это ни странно, но наибольшую известность этот романс приобрёл в исполнении другой эстрадной певицы, Натальи Тамары. В 1913 году под лейблом «Амур граммофон» вышла пластинка с этим романсом, выдержавшая несколько переизданий.
В 1915—1917 годах выступала в театрах миниатюр, гастролировала по стране, дала много благотворительных концертов.
В 1917—1920 годах продолжала исполнять свой репертуар в театрах миниатюр Петрограда, в начале 1920-х годов на летних эстрадах.
Кампания по борьбе с «цыганщиной» и «мещанской пошлостью», развернувшаяся в Советском Союзе в конце 1920-х — начале 1930-х годов, оставила артистку без прежнего репертуара. В последние годы жизни Дулькевич перешла на исполнение детских песенок, умело подражая детскому голосу и интонациям ребёнка.
Певица умерла, не дожив до 43 лет. Похоронена на Смоленском православном кладбище в Ленинграде.

## Адреса в Санкт-Петербурге/Петрограде/Ленинграде
- Суворовский пр., д. 34